# Sint-Genovevakerk (Jelsum)
De Sint-Genovevakerk is een kerkgebouw in Jelsum in de Nederlandse provincie Friesland.

## Geschiedenis
De eenbeukige kerk uit de 12e eeuw heeft een middenschip van tufsteen. De zadeldaktoren uit de 13e eeuw heeft twee klokken. De luidklok uit 1671 is van klokkengieter Petrus Overney. De kerk is een rijksmonument en is overgenomen door de Stichting Alde Fryske Tsjerken.
Het interieur wordt gedekt door een houten tongewelf. Het orgel uit 1834 is gemaakt door Van Dam en is in 2011 gerestaureerd door Bakker & Timmenga. Er bevinden zich twee herenbanken en enkele grafzerken, waaronder die van predikant en theoloog Balthasar Bekker.

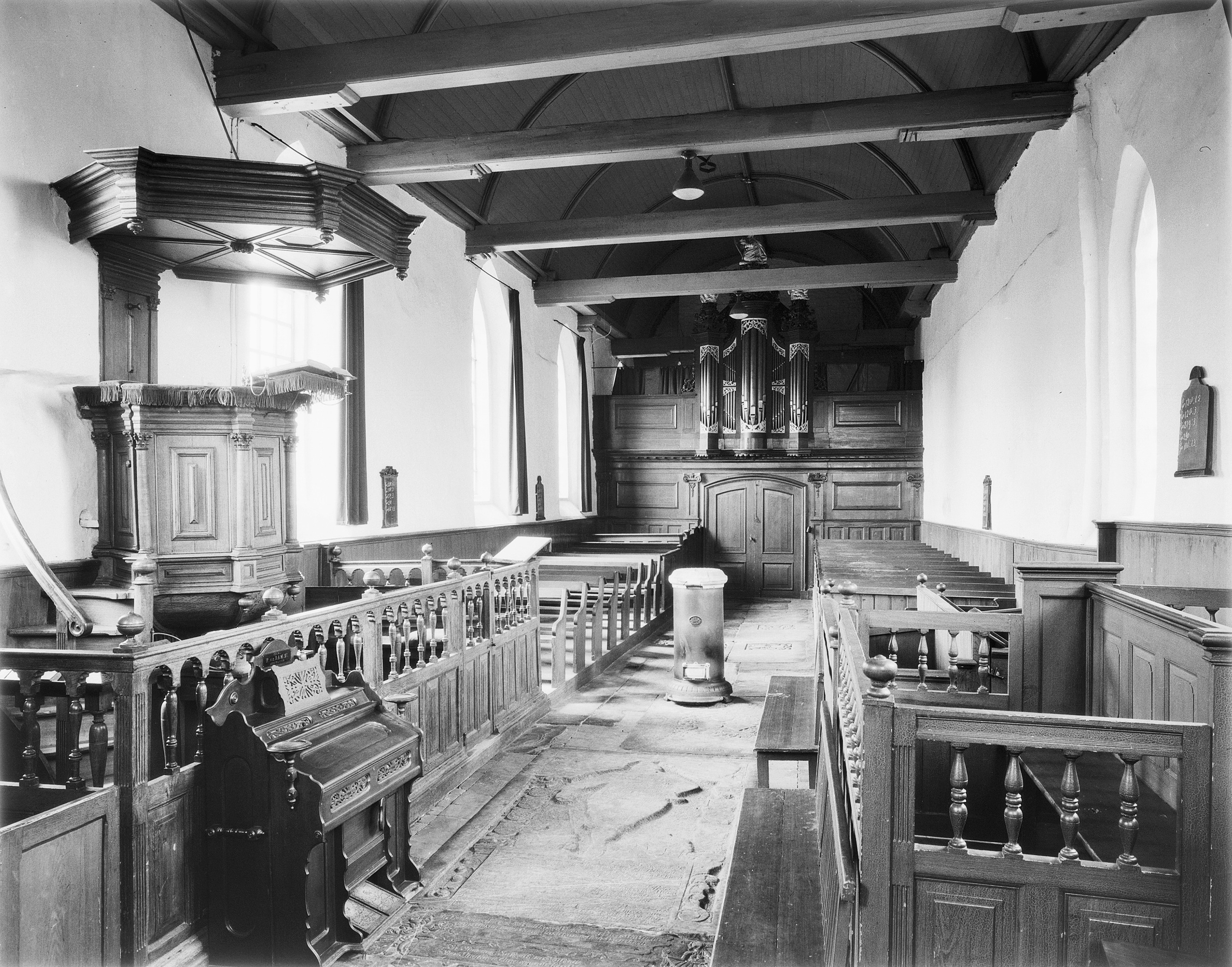
Interieur in 1956
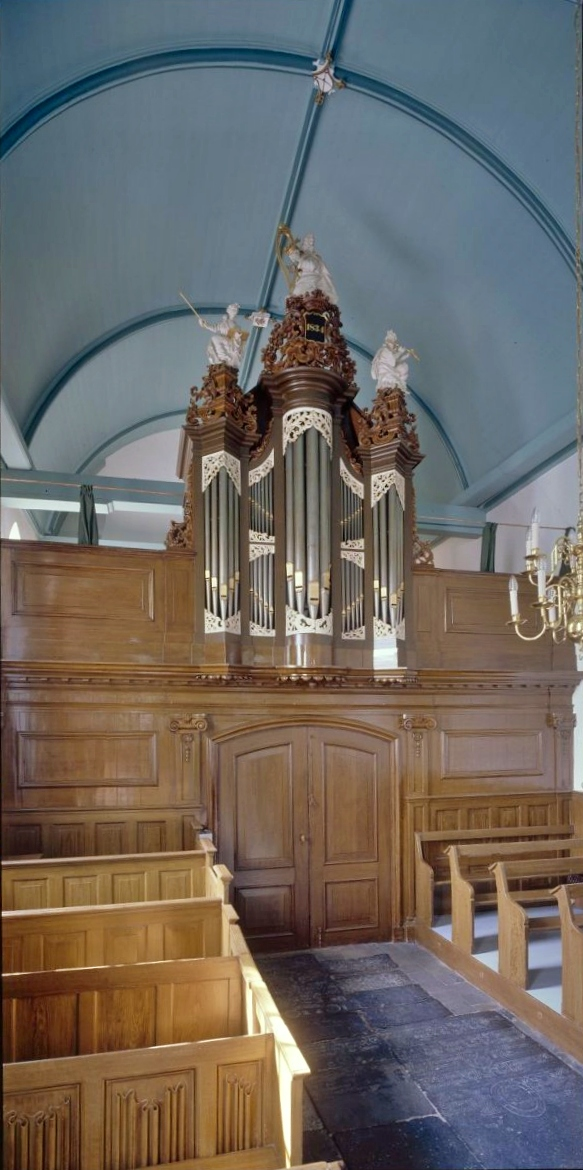
Interieur met orgel in 2000